# 云南鲤
云南鲤（学名：Cyprinus yunnanensis）为鲤属的鱼类，俗名黄尖嘴，是中国的特有物种。分布于云南杞麓湖、洱海等，一般栖息于水草丛生的浅水处，體長可達19.9公分。该物种的模式产地在云南通海。
种加词 yunnanensis 意为“云南的”。

## 亚种
- 大理云南鲤（学名：Cyprinus yunnanensis daliensis），Chen & Hwang于1977年命名，俗名大嘴巴鱼、大白鱼，是中国的特有物种。分布于洱海等。该物种的模式产地在云南洱海。其肉可供食用。[3]
- 云南鲤指名亚种（学名：Cyprinus yunnanensis yunnanensis），Tchang于1933年命名，俗名黄尖嘴，是中国的特有物种。分布于云南杞麓湖等。该物种的模式产地在杞麓湖。[4]

## 外部連結
- 云南鲤的圖片（页面存档备份，存于）

 維基物種上的相關：云南鲤